# Marktbreit
Marktbreit est une ville de l'arrondissement de Kitzingen de Bavière située à l'extrême sud du Main.

## Galerie

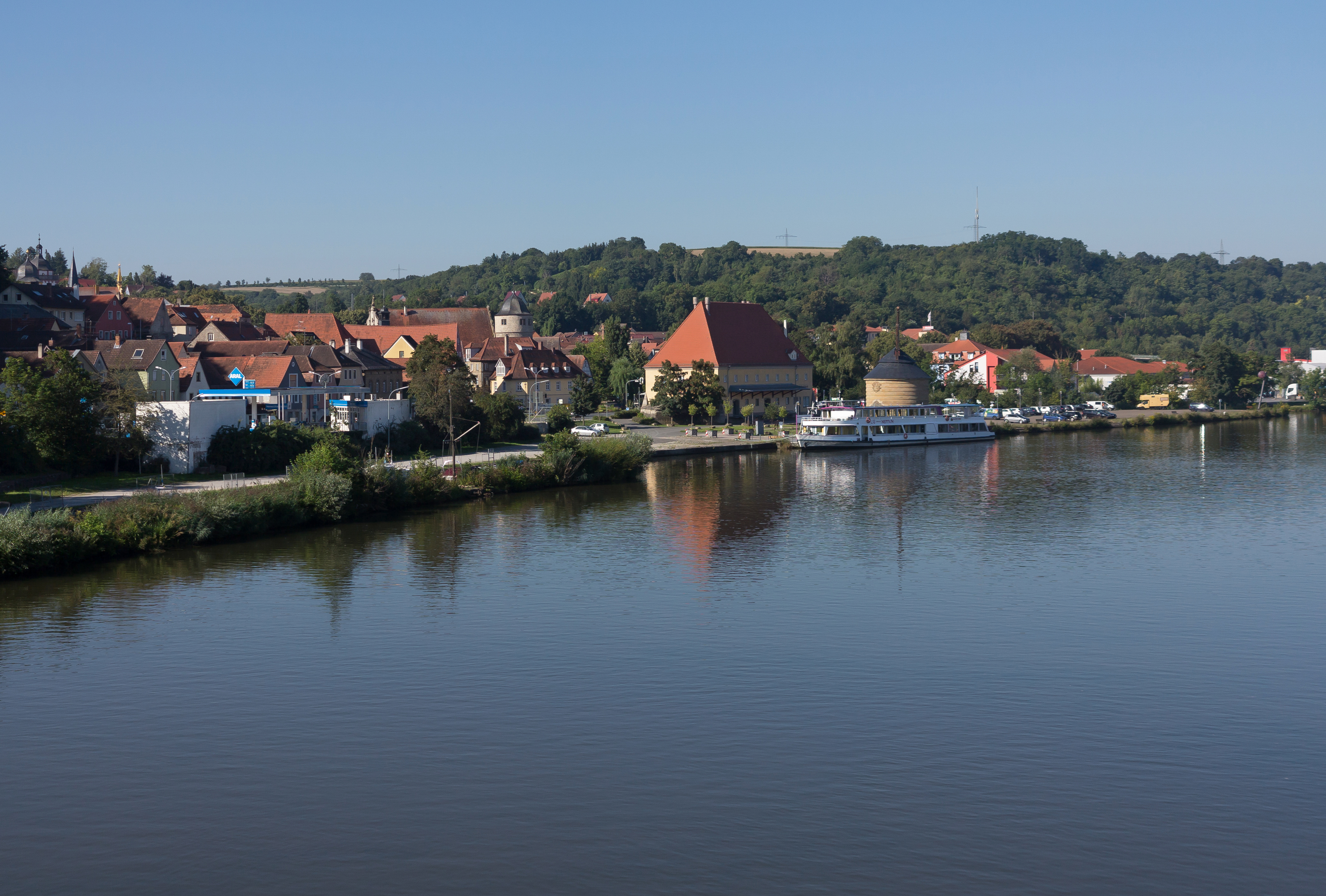
Vue sur la ville de Segnitz
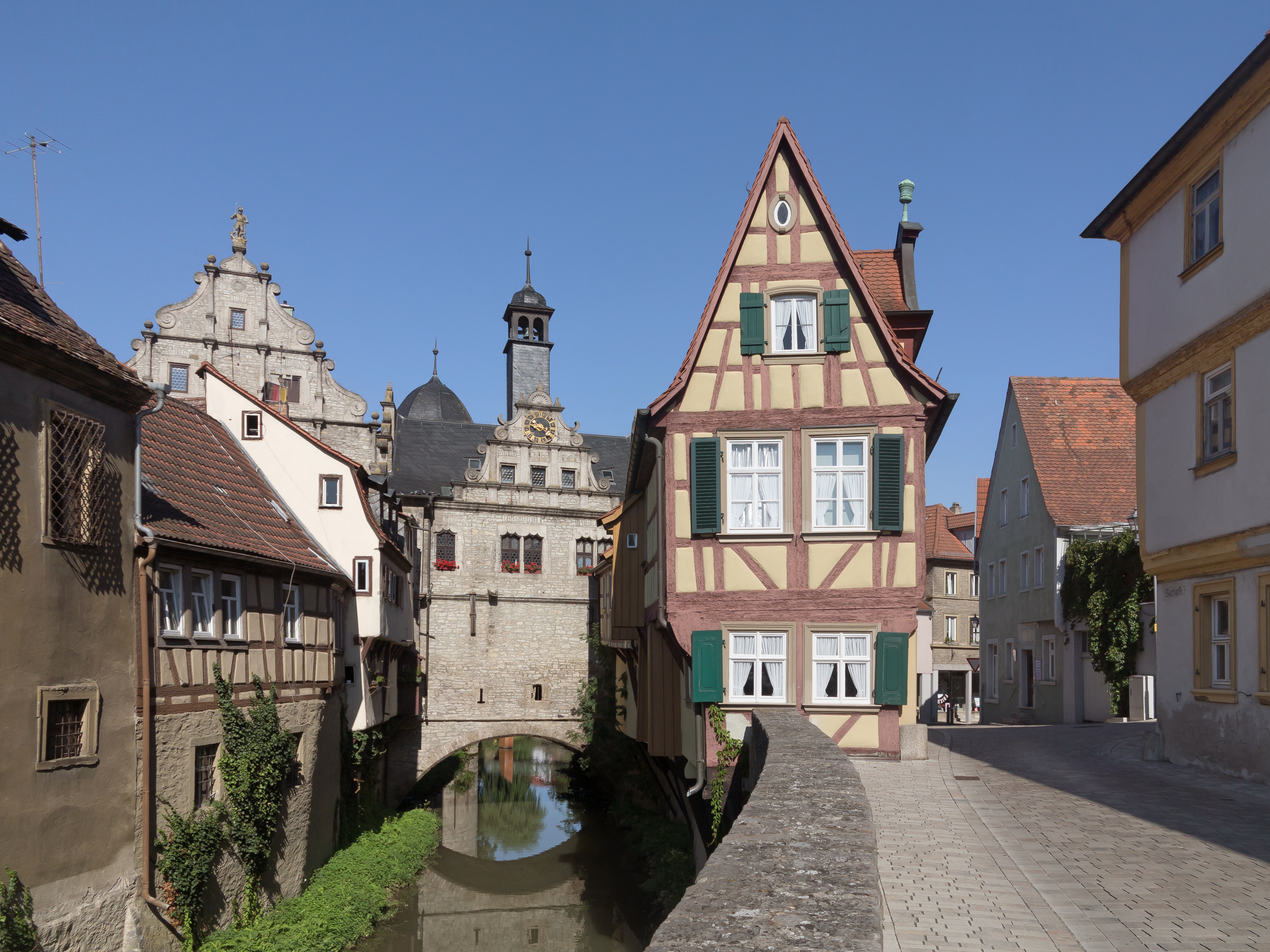
Bâtiment monumental (das Malerwinkelhaus)
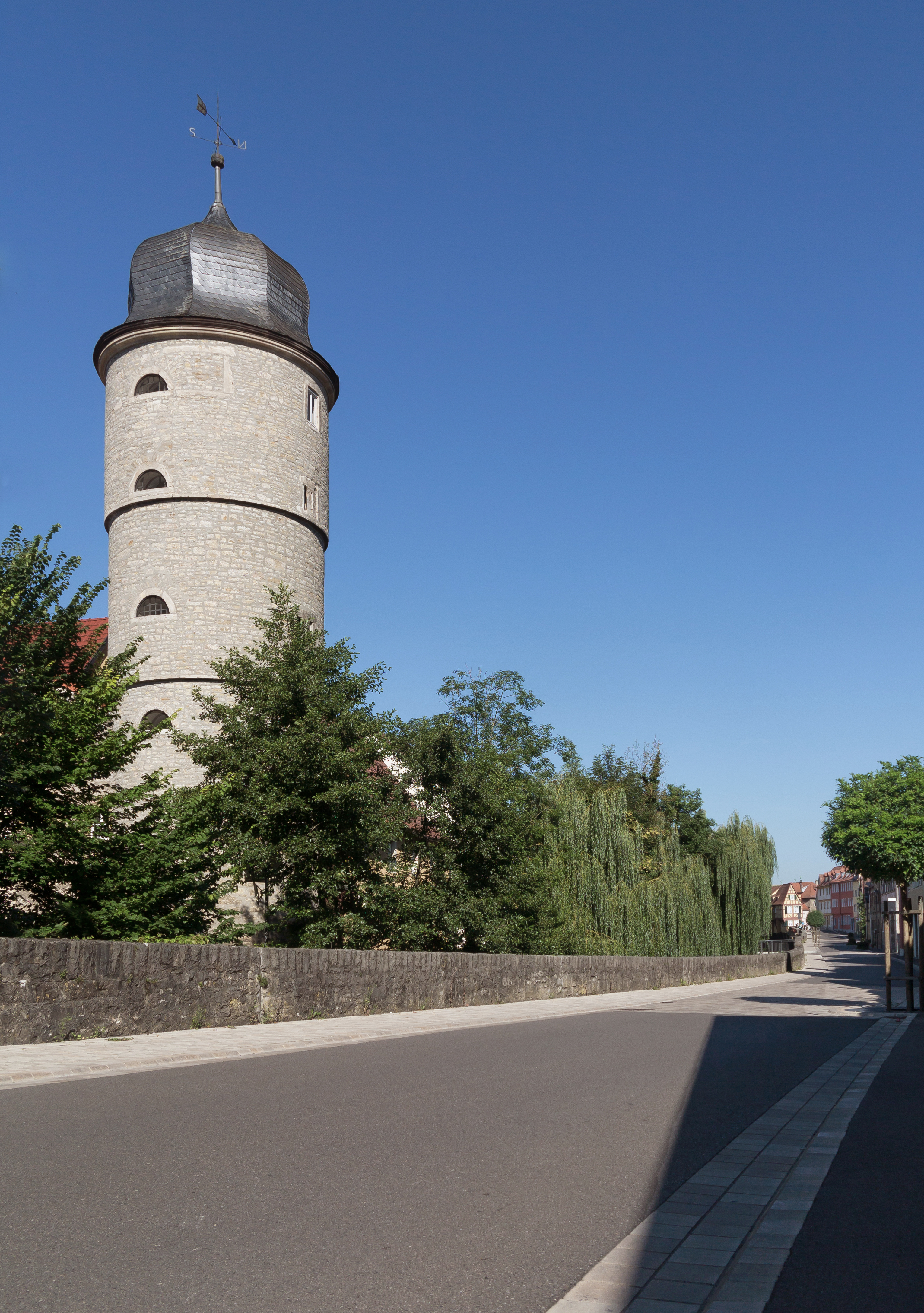
Tour: der Weisser Turm

## Personnalités
C'est la ville de naissance d'Aloïs Alzheimer (1864-1915) qui a identifié le premier les symptômes de ce que l'on connaît aujourd'hui sous le nom de la maladie d'Alzheimer.
- Georg Franz Hoffmann (1760-1826), botaniste allemand.

## Renseignements pratiques
- Code postal : 97340
- Code téléphonique : 0049 9332 (à partir de l'Allemagne 09332)